# Stensjön (Färnebo socken, Värmland, 662735-140435)
Stensjön är en sjö i Filipstads kommun i Värmland och ingår i Göta älvs huvudavrinningsområde. Sjön är 5 meter djup, har en yta på 0,55 kvadratkilometer och befinner sig 141 meter över havet.

## Delavrinningsområde
Stensjön ingår i det delavrinningsområde (663100-140443) som SMHI kallar för Mynnar i Timsälven. Medelhöjden är 179 meter över havet och ytan är 22,66 kvadratkilometer. Räknas de 2 avrinningsområdena uppströms in blir den ackumulerade arean 88,71 kvadratkilometer. Svarttjärnsälven (Stöpsjöälven) som avvattnar avrinningsområdet har biflödesordning 4, vilket innebär att vattnet flödar genom totalt 4 vattendrag innan det når havet efter 363 kilometer. Avrinningsområdet består mestadels av skog (73 procent). Avrinningsområdet har 1,7 kvadratkilometer vattenytor vilket ger det en sjöprocent på 7,5 procent.